# 345
El 345 (CCCXLV) fou un any comú començat en dimarts del calendari julià. En aquell temps, era conegut com a any del consolat d'Amanci i Albí (o, més rarament, any 1098 ab urbe condita). L'ús del nom «345» per referir-se a aquest any es remunta a l'alta edat mitjana, quan el sistema Anno Domini esdevingué el mètode de numeració dels anys més comú a Europa.

## Esdeveniments
- El mercader Tomàs de Canà arriba amb 400 seguidors a la Costa Malabar (Kerala, Índia) i hi contribueix als esforços de l'Església.